# Miti di Dio nell'ebraismo
L'Ebraismo è primariamente una religione basata sull'Alleanza tra Yahweh ed il popolo di Israele. Secondo la Torah, Yahweh stabilì tale alleanza iniziandola con Abramo e rinnovandola con Isacco, Giacobbe, Giuseppe e Mosè. Secondo la tradizione ebraica, questa alleanza fu formalizzata con la consegna della Torah sul Monte Sinai e, da allora, il popolo ebraico ha usato la Torah come guida di vita.

## Dio nascosto e Dio manifesto

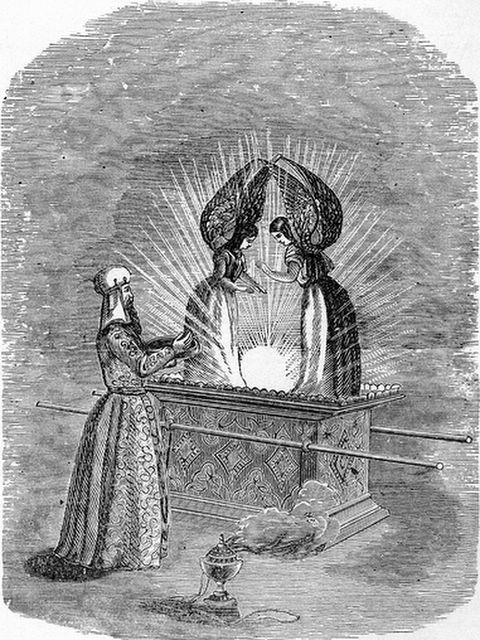
I testi degli Heikhalot (Palazzi Celesti) descrivono la Shekhinah e un metaforico Tempio di Gerusalemme (illustrazione dell'Arca da "Treasures of the Bible" by Henry Davenport Northrop, 1894)

Naturalmente, c'è stato un grande impulso nell'Ebraismo per capire meglio la natura del Dio che ha creato il mondo e stabilito un'alleanza con popolo ebraico. Tra i primi ebrei mistici, ciò ha portato ad una serie di resoconti visionari, noti come testi Heikhalot, che descrivono escursioni di alcuni rabbini famosi in Paradiso (Pardes) con lo scopo preciso di ottenere una più profonda conoscenza di Dio. Tali escursioni paradisiache sono molto pericolose, poiché si afferma che ci siano fiere guardie a ciascuno dei sette livelli del Cielo e la guardia alla sesta porta non esiterebbe a tagliare la testa di colui che non conosce il nome segreto da usarsi come parola d'ordine per accedere a questi reami celesti.
Quindi ogni aspetto di Dio era prono a speculazioni mitiche: la statura di Dio e la Sua apparenza; cosa Dio faccia durante il giorno e la notte; come sia la voce di Dio e come l'abbiano sentita coloro che si trovavano sul Monte Sinai; quale sia la relazione di Dio con la Sua Sposa; come Dio preghi e perché lo faccia; come si sia addolorato Dio alla distruzione del Tempio di Gerusalemme - nonostante il fatto che Egli ne abbia permesso la distruzione. Né è il rapporto di Dio con Israele così unilaterale come uno possa immaginarselo: esiste infatti un mito talmudico su certi rabbini che rifiutarono l'interpretazione della Legge a favore della loro propria, dopodiché si dice che Dio abbia riso ed esclamato: "I miei figli Mi hanno confutato!" Questo tipo di interazione tra Dio ed il Suo popolo, Israele, rende chiaro che, come asserisce lo studioso Yehuda Liebes, “il Dio di Israele è un dio mitico, e come tale mantiene una relazione d'amore e odio con le sue creature.”
In alcuni di questi miti Dio non solo soffre come il Suo popolo, ma a volte dimostra una grande tenerezza. Un mito descrive Dio assiso in un circolo con molti spiriti di bambini che stanno per nascere. Un altro narra che nell'era messianica Dio farà sedere ogni persona tra le Sue ginocchia, l'abbraccerà e bacerà e la riporterà in vita nel Mondo a venire. Un altro mito ancora, descrive un Dio amorevole che si prende cura dei figli maschi degli Israeliti dopo che sono stati abbandonati a causa del decreto del Faraone contro i figli primogeniti. Dopo averli cresciuti, ritornano dalle rispettive famiglie. Quando vien loro chiesto chi si sia preso cura di loro, rispondono: “Un bel giovane si è preso cura di tutte le nostre necessità”. Quando gli Israeliti arrivano presso il Mar Rosso, questi figli sono là anche loro e, vedendo Dio sul mare, esclamano ai propri genitori: “Ecco colui che si prese cura di noi quando eravamo in Egitto.”
Sebbene il secondo comandamento affermi chiaramente che Non ti farai... immagine alcuna di ciò che è lassù nel cielo (Esodo 20:4), la letteratura rabbinica è colma di immagini di Dio, delle mani di Dio, degli occhi e orecchie di Dio, di Dio che cammina, si siede, parla. Tali immagini sono spesso accompagnate da una nota di disconoscimento, kivyakhol, "come se ciò fosse possibile". Tuttavia questo disconoscimento non elimina la ferma impressione che Dio possa esser descritto in termini umani. Come asserisce lo studioso Henry Slonimsky: “In verità non esiste altra parte dove Dio venga reso così totalmente umano, abbracciato dall'uomo in maniera così stretta, considerato come un fratello maggiore, o padre appena più anziano, come qui nel Midrash. La tendenza antropomorfica qui raggiunge il suo apice. Dio non solo diventa uomo, ma anche ebreo, un anziano ebreo barbuto.” O, come sostiene il Midrash Tehillim a Salmi 118:5: “Egli è tuo padre, tuo fratello, tuo congiunto.”

## Aspetti divini
I commentatori rabbinici dovettero spesso affrontare le descrizioni contraddittorie dell'aspetto di Dio. Per esempio, si dice che Dio sia apparso come uomo anziano sul Monte Sinai, mentre viene descritto come possente guerriero presso il Mar Rosso. Nel commentare il secondo comandamento: "Io sono il Signore, il tuo DIO", che ti ha fatto uscire dal paese d'Egitto, dalla casa di schiavitù" (Esodo 20:2), Rashi esamina la questione citando Dio che dice "Poiché Io cambio il mio aspetto davanti al popolo, non dire che ci sono due esseri divini, dato che sono Io solo che ti ha condotto via dall'Egitto e sono Io che ero al Mar Rosso."

## Manifestazioni

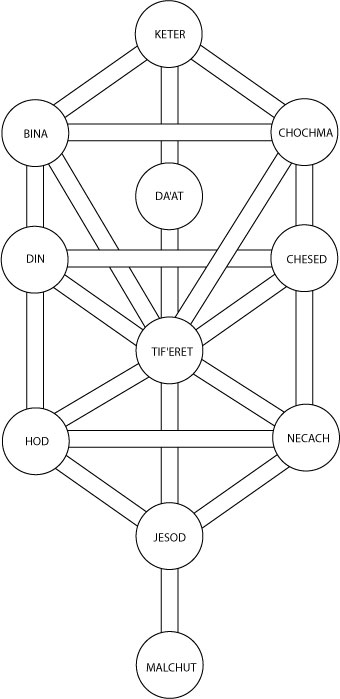
Schema delle Sefirot discendenti in 3 colonne, come albero con radici sopra e rami sotto

Al polo opposto si trova il ritratto cabalistico di Dio come Ein Sof, l'Infinito/Senza Fine, da cui sono emanate le dieci fasi della manifestazione divina, note come le dieci Sefirot. A ciascuna di queste Sefirot è assegnato uno degli attributi primari di Dio e insieme formano il reame della manifestazione di Dio in questo mondo. Qui, in contrasto con una veduta altamente personificata di Dio, se ne ha una che è totalmente impersonale, sebbene le Sefirot rappresentino attributi che sono identificati con qualità umane, come la comprensione, la saggezza, il giudizio e la bontà (si veda l'immagine col diagramma delle Dieci Sefirot a lato). Mentre una scuola cabalistica identifica il vero Dio come Ein Sof, che è oltre il reame delle Sefirot, un'altra scuola sostiene che l'essenza divina di Dio si possa trovare nelle dieci Sefirot, poiché sono identiche alla Divinità e dovrebbero essere considerate come fasi della vita nascosta di Dio. La teoria delle Sefirot ha avuto i suoi oppositori. Uno di questi, Rabbi Isaac ben Sheshet Parfat, noto col soprannome di “Ribash”, nel XIV secolo citava un critico che dei cabalisti asseriva: “Gli idolatri credono nella Trinità e i cabalisti credono in un Dio decimale!”

## Shekhinah come mito
Nei miti sin qui presentati, Dio viene descritto come divinità maschile (o mascolina). Questo è il modo in cui la maggioranza delle persone considera Dio, al maschile. Tuttavia una discussione dei miti ebraici non sarebbe completa senza un serio esame dei miti circa la Sposa di Dio. Questa figura divina è conosciuta come la Shekhinah. Nessun mito ebraico subisce forse la radicale trasformazione in cui incorre la Shekhinah. Esiste un ciclo completo di miti della Shekhinah che inizia con la sua creazione da parte di Dio e rappresenta l'accoppiamento sacro della coppia divina, come anche i loro scontri e separazioni. Secondo questa tradizione, la Shekinah scelse di andare in esilio coi Suoi figli, i figli di Israele, al tempo della distruzione del Tempio. Quando terminerà il Suo esilio? Quando il Tempio, dimora della Shekhinah in questo mondo, verrà ricostruito al tempo dell'arrivo del Messia. Esiste persino un mito abbastanza impressionante, nello Zohar, che afferma che la malvagia Lilith ha soppiantato la vera Sposa di Dio nel reame divino. Questi miti rivelano inoltre l'esistenza di due Shekhinah, una che ha dimora in cielo e una che è discesa in terra. Tale ciclo rende chiaro che i tipi di interazione attesi dalla coppia divina, come quelli riscontrati nella mitologia greca e cananita – e in certo modo nella mitologia gnostica dei primi secoli dell'era cristiana – si trovano anche nei miti cabalistici di Dio e della Sua Sposa. Tuttavia, soltanto nei miti ebraici – e quelli cabalistici in particolare – esiste l'implicazione che i due esseri mitici, Dio e la Sua Sposa, siano in realtà due aspetti dello stesso ente divino, di un Dio che contiene tutto, comprese le qualità maschili e femminili. Infatti, ciò viene affermato direttamente da Rabbi Menahem Nahum di Chernobyl: “Solo la Shekhinah e Dio insieme formano un'unità, poiché l'una senza l'altro non possono essere chiamati Uno.

### Trasformazione
Nelle sue prime menzioni nel Talmud, Shekhinah si riferisce alla Divina Presenza di Dio, quindi all'immanenza o permanenza di Dio nel mondo. Questa personificazione era collegata, in particolare, al senso di santità vissuto durante lo Shabbat e non si tentava ancora di implicare che la Shekhinah fosse indipendente da Dio, o che il termine si riferisse ad un aspetto femminile della Divinità. Invece il termine implicava la vicinanza di Dio, come narra questa omelia di Rabbi Akiva: "Quando un uomo e la sua sposa sono degni, la Shekhinah dimora tra loro; se sono indegni, il fuoco li consuma."

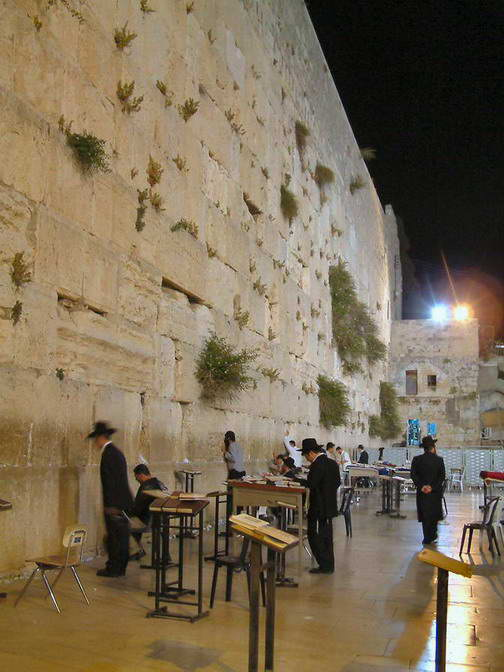
Il Muro del Pianto di notte

Tuttavia alcuni miti rabbinici preparano le basi per la trasformazione ultima della Shekhinah in un essere indipendente. All'inizio questo uso del termine Shekhinah era inteso ad affermare che Dio rimaneva fedele ai figli di Israele e li accompagnava ovunque andassero. Col tempo tuttavia il termine venne ad essere identificato con l'aspetto femminile di Dio e acquisì un'indipendenza mitica. I miti che emergono nella letteratura cabalistica e chassidica rappresentano la Shekhinah come Sposa di Dio e regina dello Shabbat, personificandoLa quale figura mitica indipendente. In verità, esistono diverse altre identità connesse alla Shekhinah, che viene a volte ritratta come una principessa, una sposa, una donna anziana in lutto, una colomba, un giglio, una rosa, una cerva, un gioiello, una sorgente, la terra e la luna. Queste sfaccettature multiple della Shekhinah suggeriscono che, come figura mitica, la Shekhinah ha assorbito una vasta gamma di ruoli femminili. Esiste una serie di miti sulla Shekhinah che si ritrovano nello Zohar e che formano un ciclo. Alcuni di tali miti sono senza dubbio erotici nel descrivere l'accoppiamento sessuale tra Dio e la Shekhinah. Parte di questo ciclo include anche il più grande conflitto tra Dio e la Sua Sposa, sul fatto che Dio abbia permesso la distruzione del Tempio di Gerusalemme, dimora della Shekhinah. Ciò fa separare la Shekhinah da Dio e La fa andare in esilio coi Suoi figli, i figli di Israele. È qui che la Shekhinah ottiene un'indipendenza mitica, poiché è evidente che lo scontro avviene tra due figure mitiche. Dopo di ciò, la presenza della Shekhinah viene inserita in pieno nella tradizione. Prepara la via ad una serie di visioni ed incontri con la Shekhinah che sono associati in particolare con il Kotel ha-Ma'aravi, il Muro Occidentale del Monte del Tempio a Gerusalemme, in precedenza noto come il Muro del Pianto.

### Estensione della Divinità
In questi testi cabalistici e post-cabalistici, è apparente che, almeno da un punto di vista mitologico, la Shakhinah è diventata un'entità indipendente. Ciò nondimeno la Shekhinah viene ritenuta allo stesso tempo un'estensione o aspetto della Divinità, che era naturalmente necessario per poter sostenere il concetto essenziale del monoteismo. I veri adepti della Cabala non si preoccupavano di queste contraddizioni apparenti, ma per altri il pericolo di vedere la Shekhinah come divinità separata era palese. Ciò spiega il perché lo studio dei testi cabalistici non era permesso finché la persona non avesse raggiunto il quarantesimo anno. Si riteneva che solo tale persona avesse le basi per non essere sopraffatto dai misteri cabalistici, mentre studenti più giovani e vulnerabili avrebbero potuto venirne stravolti.
Né l'evoluzione del mito della Shekhinah finisce col ruolo illustrato nello Zohar del XIII secolo. Le implicazioni dell'esilio della Shekhinah vennero estese nel XVI secolo da Rabbi Isaac Luria nel suo mito della Frantumazione dei Vasi e la Raccolta delle Scintille. Inoltre, nel XIX secolo Rabbi Nachman di Breslov narrò la storia allegorica della "Principessa Perduta", che allude ad un'identificazione della Shekhinah con una figura femminile interiore, molto simile al concetto junghiano dell'anima.
Un'altra sottile identità della Shekhinah è offerta dalla tradizione talmudica che ogni ebreo riceve una neshamah yeterah, seconda anima, durante lo Shabbat: "Rabbi Shimon ben Lakish disse: 'Alla vigilia dello Shabbat il Santissimo, sia Egli benedetto, dà all'uomo un'altra anima, e alla chiusura dello Shabbat gliela toglie.'" Tale seconda anima è l'esperienza interiore della Shekhinah. Rimane tutto lo Shabbat e si crede se ne vada dopo Havdalah, il rituale della separazione tenuto alla fine dello Shabbat. Questa seconda anima funziona come un tipo di ibbur, letteralmente una "fecondazione" in cui lo spirito di una figura santa si fonde con l'anima di una persona vivente, portando una fede e una saggezza più grandi. Ma in questo caso è un'anima divina che si fonde con le anime degli ebrei durante lo Shabbat. Non è difficile identificare questa seconda anima con la presenza della Shekhinah, che è anche la Regina dello Shabbat. Certamente l'arrivo e la partenza della Regina dello Shabbat e l'arrivo e partenza di questa misteriosa seconda anima sono simultanee. Identificare la seconda anima con la Shekhinah è un modo di riconoscere la sacralità dello Shabbat sia internamente che esternamente. Secondo Rabbi Yitzhak Eizik Safrin di Komarno, un uomo poteva meglio scoprire la Shekhinah tramite la propria moglie. In Notzer Hesed Safrin asserisce che la Shekhinah dimora nell'uomo principalmente grazie a sua moglie, poiché l'uomo riceve illuminazione spirituale grazie al fatto di avere una moglie. Il rabbino descrive tale uomo posto tra due mogli: una, quella terrena, riceve da lui, mentre la Shekhinah dona a lui benedizioni.

### Cicli mitici

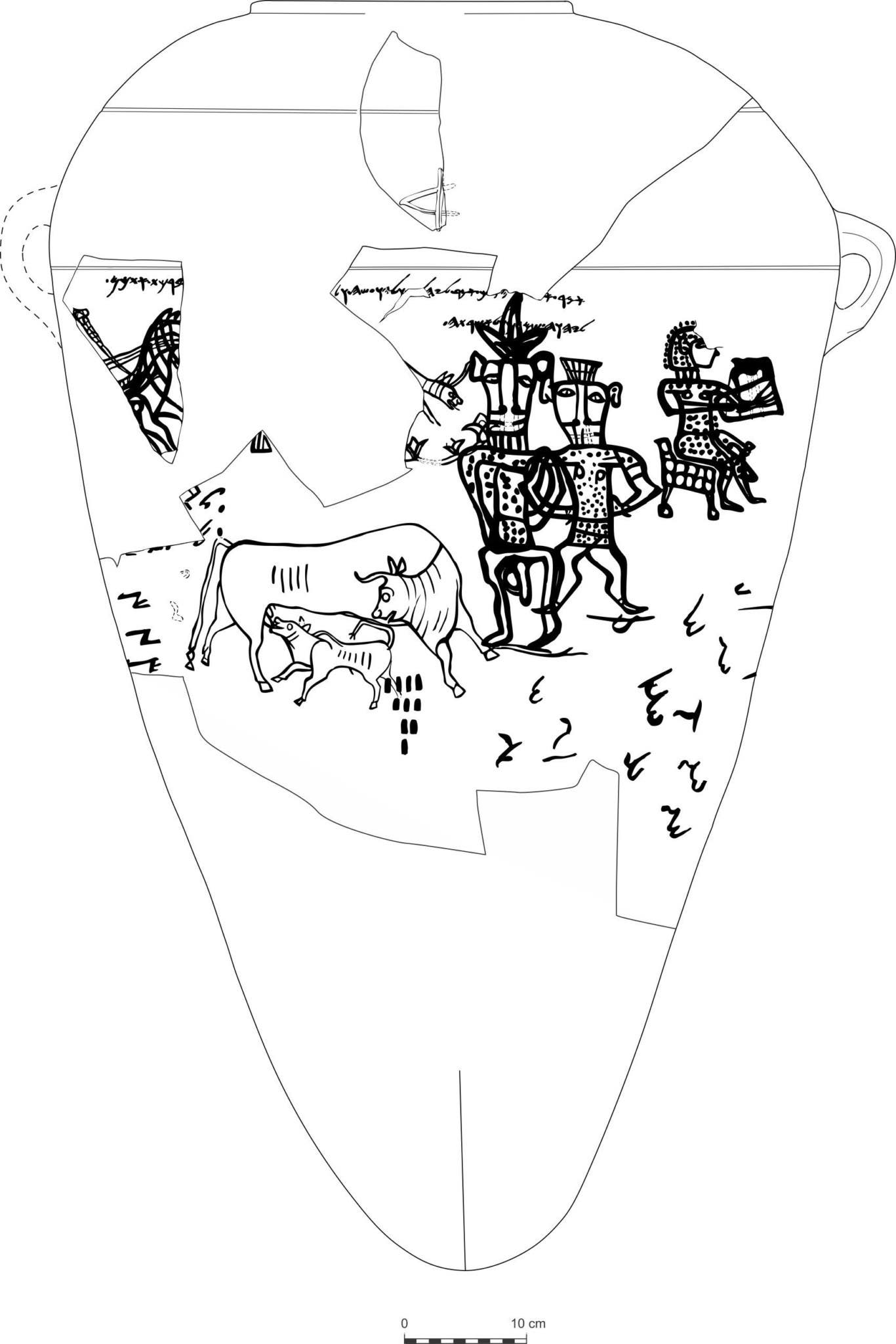
Iconografia della giara di Kuntillet Ajrud, con tre figure antropomorfiche e l'iscrizione «Yahweh [...] e la sua asherah»

Da tutti questi significati attribuiti alla Shekhinah emerge un ciclo di miti a Lei collegati. Alcuni di questi raffigurano l'unità di Dio con la Sua Sposa, mentre altri parlano della loro separazione. Il mito chiave, come già notato, è quello dell'esilio della Shekhinah, poiché nel momento che la Sposa va in esilio, la figura della Shekhinah diventa in gran parte indipendente dalla Divinità e assume un'identità differente. Tuttavia rimane la questione: può la Shekhinah esser considerata una dea? La sua condizione indipendente Le conferisce una parità? La risposta è più difficile di quanto non sembri. Da una parte, la natura dell'evoluzione della Shekhinah dal concetto di presenza di Dio in questo mondo a Sposa di Dio sembra mantenere l'identità della Shekhinah con Dio abbastanza fortemente da far venire dubbi circa il Suo ruolo simile a dea. Dall'altra però, il ruolo della Shekhinah che emerge durante l'era cabalistica può esser visto come una risurrezione del ruolo della soppressa dea Asherah nella tradizione ebraica antica. In ultimo, il ruolo integrale della Shekhinah nel sistema della dieci Sefirot, dove la Shekhinah viene identificata con la sefirah finale di Malkhut, complica ulteriormente la faccenda. Sebbene la Shekhinah sembri avere alcuni aspetti della figura della dea, tale ruolo non è così chiaro come quello delle dee in altri tradizioni mitiche. Certo, la Shekhinah è la Sposa di Dio ma, allo stesso tempo, è l'aspetto femminile del Dio Unico, e questi ruoli esistono simultaneamente. Come si possono risolvere tali contraddizioni? Forse vedendo la tradizione mitologica nell'ambito dell'Ebraismo come uno sviluppo unico, un tipo di mitologia monoteistica.
Da notare che il mito dell'esilio della Shekhinah è un mito in due parti. Nella prima fase, la Sposa di Dio va in esilio al tempo della distruzione del Tempio, mentre nella seconda fase, si verifica un ricongiungimento di Dio con la Shekhinah. Tale ricongiungimento si verifica grazie alle attività di Israele nell'osservare i requisiti delle mitzvot, i precetti rituali della Legge, e nell'applicazione coscienziosa, o kavanah, delle preghiere. Quando tale ricongiungimento diventerà permanente, l'esilio della Shekhinah finirà e "la Shekhinah ritornerà al S/suo S/sposo e/come [lei/la sposa] si unirà a L/lui." Tale sviluppo si collega all'arrivo del Messia, in quanto una delle conseguenze dell'era messianica è che il Tempio di Gerusalemme, che fu la dimora della Shekhinah su questa terra, sarà ricostruito. Poiché la Shekhinah era andata in esilio a causa della sua distruzione, la ricostruzione del Tempio rappresenterà la fine del Suo esilio. In tal modo i miti della Shekhinah e del Messia vengono collegati.

## Rituali associativi
Esistono vari rituali associati a miti ebraici come quelli della Shekhinah, che contribuiscono alla loro longevità. Il rituale più importante collegato al mito della Shekhinah è quello noto come Kabbalat Shabbat, ricreato da rabbi Isaac Luria nel XVI secolo, e nel quale i devoti vanno per i campi appena prima del tramonto alla vigilia dello Shabbat e danno il benvenuto alla Regina dello Shabbat. Luria ha trovato la base di questo rituale nel Talmud, quando Rabbi Haninah esce per salutare la Regina dello Shabbat. Naturalmente, quando Luria formalizza questo rituale, il concetto della Regina dello Shabbat si era già evoluto in una figura mitica indipendente, e il rituale stesso diventa un tipo di adorazione della dea, ma nell'ambito dell'Ebraismo.

### La Sposa dello Shabbat
Questo tema ricorrente è meglio conosciuto grazie agli scritti e le canzoni del grande mistico del XVI secolo, Rabbi Isaac Luria. Qui di seguito una citazione dall'inizio del suo famoso inno allo Shabbat:
"Canto gli inni
per entrare dalle porte
del Campo
delle mele sacre.
"Una tavola nuova
Le prepariamo,
un bel candelabro
sparge la sua luce su di noi.
"Tra destra e sinistra
la Sposa avanza,
in gioielli santi
e vesti festive..."

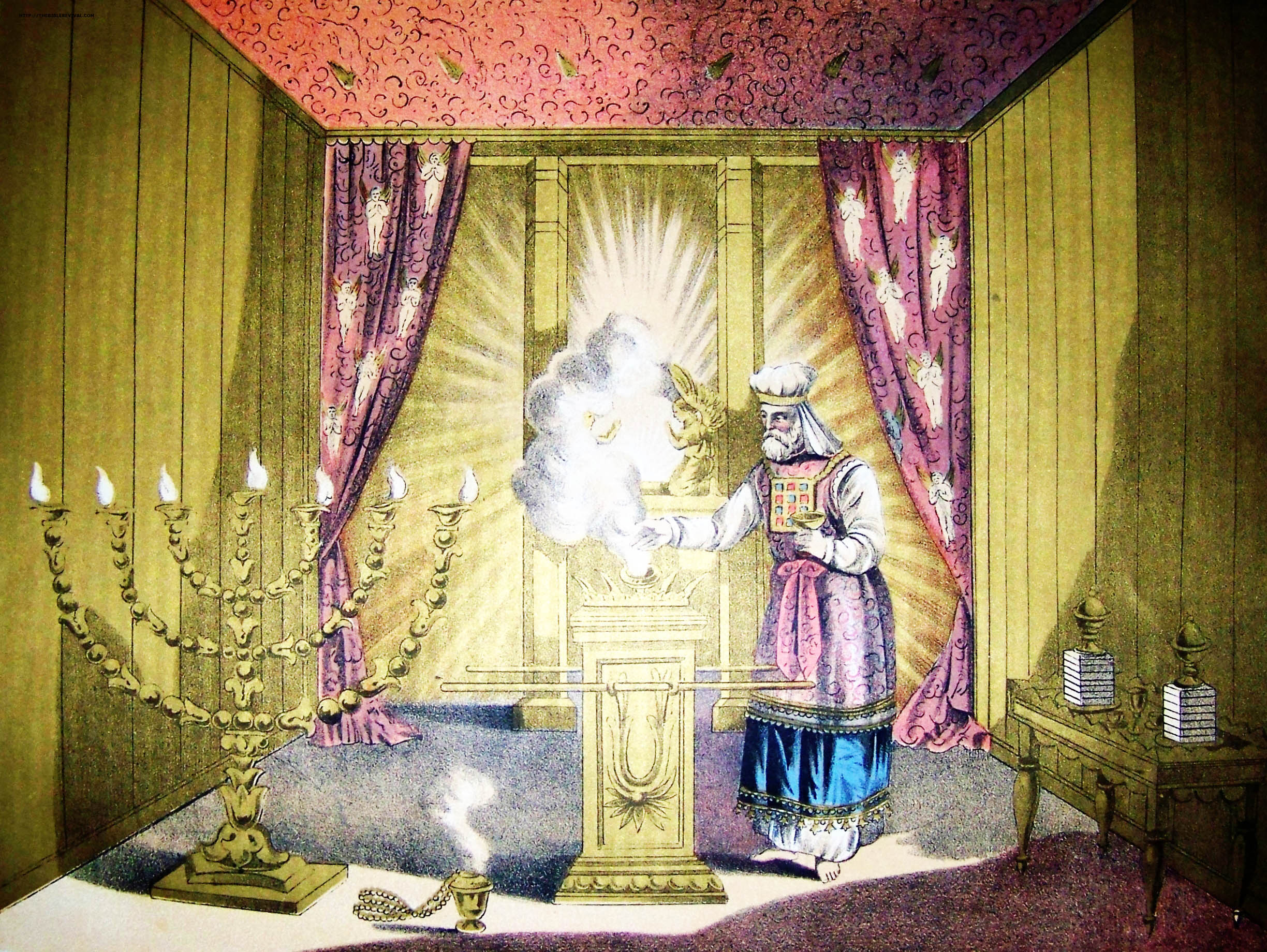
Il Santo dei Santi, dimora della Shekhinah (Holman Bible, 1890)

Un paragrafo dello Zohar inizia così:
La tradizione della Shekhinah quale Sposa dello Shabbat, la Shabbat Kallah, continua a tutt'oggi.

### Fonti ebraiche
La Shekhinah viene indicata come manifesta nel Tabernacolo e nel Tempio di Gerusalemme in tutta la letteratura rabbinica. È inoltre descritta come presente negli atti della preghiera pubblica ("Ogni qualvolta dieci sono riuniti in preghiera, ivi la Shekinah riposa", Talmud Sanhedrin 39a), in giudizio ("Quando tre siedono come giudici, la Shekinah è con loro", Talmud Berachot 6a) e nel bisogno personale ("La Shekhinah risiede sopra il capezzale del malato", Talmud Shabbat 12b); ("Ovunque vengano esiliati, la Shekhinah va con loro", Meghillah 29a).
Il Talmud dice anche che la Shekhinah rimane con l'uomo né con tristezza, né per pigrizia, né per leggerezza, né per frivolezza, né per parlare, né per vane chiacchiere, ma solo per questioni di gioia in relazione ad un precetto, poiché si afferma "'Ma ora portatemi un suonatore'. E avvenne che, quando il suonatore arpeggiò, la mano del Signore fu sopra di lui." 2 Re 3:15 [Shabbat 30b]
La Shekhinah è associata con lo spirito trasformatore di Dio considerata una fonte di profezia:
I profeti fecero numerosi riferimenti a visioni metaforiche della presenza di Dio, in particolare nel contesto del Tabernacolo o del Tempio, con figure come troni o mantelli che irradiavano il Santuario, e venivano tradizionalmente attribuiti alla presenza della Shekhinah. Isaia ha scritto: "Io vidi il Signore assiso sopra un trono alto ed elevato, e i lembi del suo manto riempivano il tempio." (Isaia 6:1). Geremia implora: "Non disonorare il trono della tua gloria" (Geremia 14:21) e si riferisce al "Trono di gloria eccelso fin dal principio è il luogo del nostro santuario." (Geremia 17:12). Il Libro di Ezechiele parla della "gloria del DIO d'Israele, simile alla visione che avevo visto nella pianura." (Ezechiele 8:4)

## Dio e gli angeli

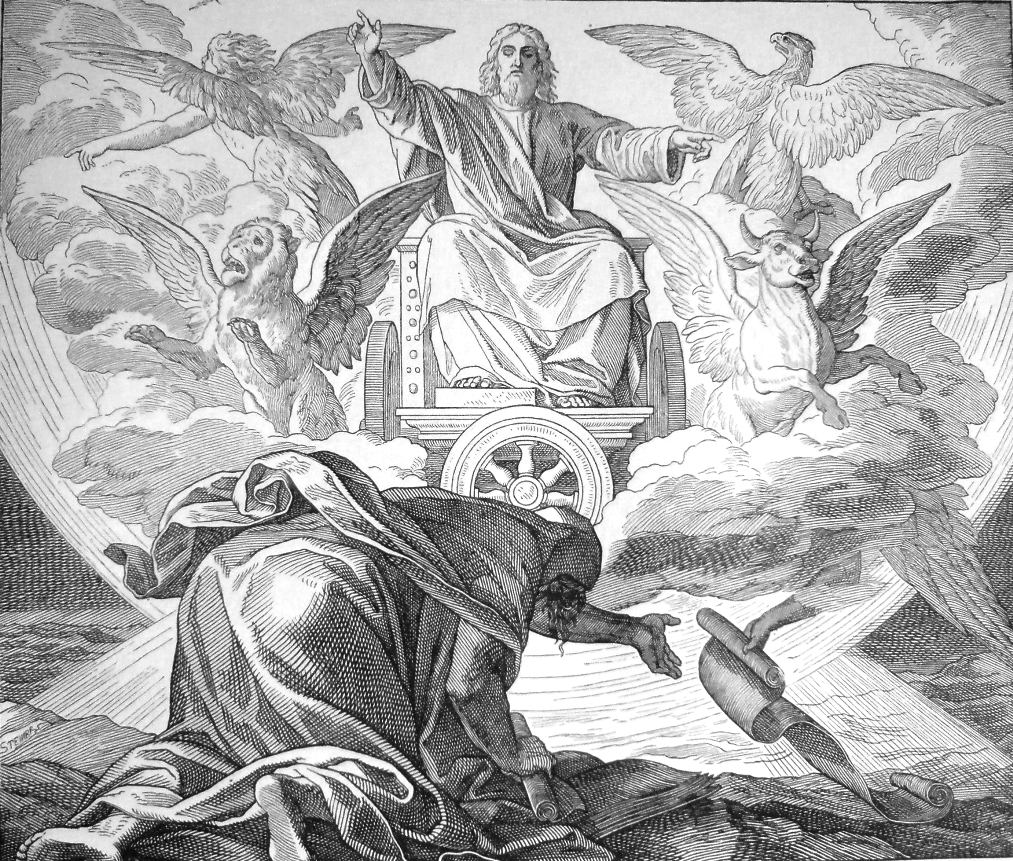
Visione del profeta Ezechiele

Degno di nota è il fatto che il pantheon ebraico rappresenti altri esseri divini, che assistono Dio nel governo dei cieli e della terra. L'angelo Metatron, per esempio, non solo è descritto come una scriba celeste, ma si afferma anche comandi gli angeli e controlli che la volontà e i decreti di Dio siano realizzati in cielo come in terra. Queste figure funzionano in un modo che ricorda il Dio-Creatore gnostico (il Demiurgo), che si dice abbia plasmato l'universo fisico. Ma le figure demiurgiche della tradizione ebraica sono scelte da Dio e rimangono a Lui sottoposte, come nel caso di Metatron, che viene identificato come lo Yahveh minore. Inoltre, mancano di quei toni maligni posseduti dal demiurgo gnostico Ialdabaoth, figura demoniaca descritta nell'Apocrifo di Giovanni. Ciò nondimeno, Metatron e altre figure demiurgiche ebraiche funzionano come divinità e condividono i doveri di governare i mondi superiori ed inferiori insieme a Dio.
Sebbene i miti primari di Metatron si ritrovino nei libri di Enoch, riferimenti a Metatron esistono anche nel Talmud, in cui un commentario del versetto dove Dio dice a Mosè: "Sali verso il Signore" (Esodo 24:1), viene interpretato a significare che Metatron, e non Dio, parlò a Mosè: "Un eretico disse a rabbi Idith: 'È scritto, Poi Dio disse a Mosè: Sali al Signore. Ma certo avrebbe dovuto dichiarare 'Vieni da Me!' Rabbi Idith rispose, 'Fu Metatron che parlò a Mosè, poiché il suo nome è simile a quello del suo Signore, dato che sta scritto, Poiché il mio Nome è in lui (Esodo 23:21).' 'In tal caso', disse l'eretico, 'lo dovremmo adorare!'"
Questa è una discussione impressionante da riscontrarsi nel Talmud, il testo ebraico più sacro dopo la Bibbia, poiché dimostra che un ruolo quasi divino viene attribuito a Metatron anche da alcuni degli antichi rabbini. Quindi, mentre l'Ebraismo veniva trasformato dal suo modello biblico al modello rabbinico e in seguito a quello cabalistico e poi chassidico, esistevano versioni multiple di Ebraismo che venivano osservate, quelle dell'élite istruita e quelle del popolo. Anche tra l'élite c'erano comunque molte sette, alcune che enfatizzavano gli insegnamenti mistici, come i Misteri della Creazione ed il significato della visione di Ezechiele del Carro divino, altri che descrivevano escursioni paradisiache, e altre ancora che si concentravano su personaggi demiurgici come Enoch. Inoltre, esistono anche sorprendenti miti di investitura su Adamo, Giacobbe, Mosè, Re David e il Messia, in cui ognuno assume un ruolo quasi demiurgico. Cioè, costoro sono scelti da Dio ad assistere nel governo del mondo. Alcuni di questi miti, come quello di Giacobbe, furono forse ispirati da versetti biblici come quelli di Geremia 10:16: Non è tale l'eredità di Giacobbe, perché egli ha formato ogni cosa. Israele è la tribù della sua eredità, Signore degli eserciti è il suo nome. Sebbene la maggioranza di tali miti di investitura si riscontrino negli Pseudoepigrapha - gli insegnamenti non canonici dell'Ebraismo - alcuni di essi, come quelli di Metatron e di Giacobbe, possono ritrovarsi in fonti rabbiniche standard. In ogni caso, l'esistenza di questi miti dimostra l'esistenza di alcune sette ebraiche le cui vedute mostrano evidenza di dualismo.
Letti insieme, questi miti rivelano un ritratto di Dio molto più complesso di quanto non ci si possa aspettare, specialmente sul ruolo di Dio nella Creazione e nel governo del mondo, e dello speciale rapporto con il popolo di Israele. Rivelano inoltre come generazioni di rabbini e mistici abbiano tentato di definire il piano di Dio nel creare il mondo e cosa rivelassero tali intenzioni sulla vera natura di Dio. Allo stesso tempo, questi miti mostrano che Dio nel Suo aspetto, nelle Sue attività quotidiane, nelle Sue gioie e sofferenze, sia molto simile al Suo popolo. In realtà, il ritratto di Dio che ne deriva è quello di una figura altamente compassionevole, raffigurato in quella varietà di emozioni, oscure ma anche leggere, che caratterizzano le Sue creature umane.